# Trigonophora vividior
Trigonophora vividior är en fjärilsart som beskrevs av Charles Oberthür. Trigonophora vividior ingår i släktet Trigonophora och familjen nattflyn. Inga underarter finns listade i Catalogue of Life.